# Maurice René Fréchet

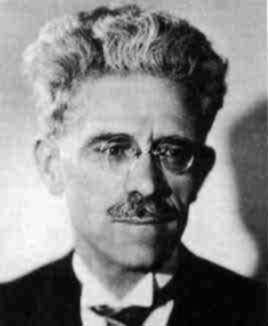
Maurice Fréchet

Maurice René Fréchet (Maligny, 2 september 1878 - Parijs, 4 juni 1973) was een Frans wiskundige.

## Biografie

### Jeugdjaren
Fréchet kwam ter wereld in een protestantse familie in Maligny in het departement Yonne als de zoon van Jacques en Zoé Frechet. Op het moment van zijn geboorte was zijn vader directeur van een protestants weeshuis in Maligny. Later werd hij benoemd tot hoofd van een protestants-christelijke school. De pas opgerichte Derde Republiek maakte daar echter een einde aan door wetten uit te vaardigen dat  alle vormen van onderwijs seculier moesten worden. Als gevolg hiervan verloor zijn vader zijn baan. Zijn moeder verdiende vervolgens wat geld door in Parijs een pension voor buitenlanders op te zetten. Later kreeg zijn vader een andere positie binnen het Franse seculiere onderwijs.
Fréchet ging in Parijs naar het Lycée Buffon, waar hij les kreeg van Hadamard. Door de lessen van Hadamard werd zijn wiskundige begaafdheid verder uitgebouwd. Hadamard onderkende het potentieel van de jonge Maurice en besloot hem op individuele basis bijles te gevan. Nadat Hadamard in 1894 aan de Universiteit van Bordeaux werd benoemd, bleef Hadamard met Fréchet corresponderen. Hadamard gaf wiskundige problemen op. Als Fréchet fouten maakte, leverde hij daar harde kritiek op. Veel later vertelde Fréchet dat hij in voortdurende angst leefde dat hij de problemen niet op zou kunnen lossen en niet aan de hoge verwachtingen zou kunnen voldoen, ook al was hij dankbaar voor de bijzondere relatie die hij met Hadamard het voorrecht had om te genieten.

### Studie en carrière
Na zijn studie aan de École Normale Supérieure behaalde hij zijn in 1906 doctoraat. Na zijn afstuderen werkte hij aan verschillende Universiteiten. Van 1910 tot 1919 was hij hoogleraar in Poitiers, van 1920 tot 1927 in Straatsburg en van 1928 tot 1949 in Parijs. In 1956 werd hij in de Académie des sciences verkozen.

## Werk
In zijn poging het werk van Vito Volterra, Cesare Arzelà, Jacques Hadamard en Georg Cantor verder te abstraheren voerde Fréchet in zijn proefschrift uit 1906 binnen de functionaalanalyse het begrip metrische ruimte in. Hij legde zo een elementaire bouwsteen voor de topologie. Fréchet voerde ook de begrippen van uniforme convergentie en uniforme continuïteit in. Het was ook Fréchet die in 1928 als het eerste de term Banachruimte gebruikte, toen hij de {\displaystyle l^{p}}-opvolgingsruimten als Banachruimten betitelde.
Zijn naam is verbonden aan de volgende begrippen:
- Fréchet-afgeleide
- Fréchet-metriek
- Fréchet-ruimte
- Fréchet-verdeling

## Boeken
- (fr)  Sur quelques points du calcul fonctionnel (1906)
- (fr)  Les Espaces abstrait (1928)